# Худоба (Великопольське воєводство)
Худоба (пол. Chudoba) — село в Польщі, у гміні Бжезіни Каліського повіту Великопольського воєводства.
У 1975-1998 роках село належало до Каліського воєводства.